# Magazyn Akwarium
Magazyn Akwarium – polski dwumiesięcznik akwarystyczny, przeznaczony zarówno dla początkujących, jak i doświadczonych hobbystów. Oprócz artykułów dotyczących hodowli ryb, ślimaków czy krewetek, a także uprawy roślin wodnych oraz nowych trendów w akwarystyce, czytelnicy znajdą w nim wywiady z osobowościami akwarystyki polskiej i światowej, przydatne wiadomości encyklopedyczne, informacje o nowinkach sprzętowych i technicznych, aktualności, recenzje, testy oraz reportaże z całego globu. Od 2018 roku w rozszerzonym  mA swoje stałe miejsce mają nowe działy: “Terrarystyka” i “Oczko wodne”. Magazyn Akwarium wydawany jest na wysokim poziomie merytorycznym i technicznym, a jego redaktorem naczelnym jest dr Paweł Czapczyk.  
Twórcą i długoletnim redaktorem naczelnym czasopisma był Dariusz Firlej. Po jego śmierci w 2011 roku wydawnictwo ustanowiło Nagrodę im. Darka Firleja w postaci statuetki z brązu przedstawiającej konika morskiego.  